# Croton tranomarensis
Croton tranomarensis är en törelväxtart som beskrevs av Jacques Désiré Leandri. Croton tranomarensis ingår i släktet Croton och familjen törelväxter. Inga underarter finns listade i Catalogue of Life.